# شوربة البطاطا
قالب:تحديث:تاريخ= 5يوليو 2020
شوربة لذيذة وسهلة التحضير، تتكوّن من البطاطا، الكرّات، الجزر، الزبدة،  جبن الكريم، مرق الدجاج، الملح والفلفل الأبيض.
تحتوي وجبة شوربة البطاطا على المعلومات الغذائية التالية:
- السعرات الحرارية: 186
- الدهون: 3
- الدهون المشبعة: 1
- الكوليسترول: 6
- الكاربوهيدرات: 33
- البروتينات: 7

## طريقة التحضير
في البداية يتم تنظيف الخضروات بشكل جيد، مثل الجزر والكرات، من خلال التخلص من النهايات الخاصة بها وغسلها جيدًا لإزالة الأوساخ والرمل منها، وتغيير الماء عدة مرات حتى نتأكد من نظافتها.
نجفف الخضراوات باستخدام منشفة ورقية، ثم نقطع الأجزاء البيضاء الموجودة في الكرات بشكل رقيق.
تُذوّب الزبدة في مقلاة كبيرة على نار متوسطة، ونضيف إليها الكرات، ونقلبهم حتى يصبح الكرات لينًا، ولكن ليس لونه بنى، وسيستغرق ذلك حوالى 4 دقائق.
نضيف البطاطس، وشوربة الدجاج، وباقة المكونات كلها، ونترك الخليط على نار هادئة. يتم طهى الشوربة لمدة تتراوح بين 25 إلى 30 دقيقة، أو حتى تصبح جميع الخضروات طرية جدًا، ثم نرفعها عن النار.
نقوم بإزالة كمية قليلة من الكرات المطبوخ ووضعها جانبًا للزينة. باستخدام الخلاط نقوم بخلط المزيج إلى أن يصبح ناعمًا. ننقل خليط الكرات والبطاطس الساخنة مرة أخرى إلى قدر وتقلب بعد إضافة جبن الكريم.
يتم تسخين الحساء برفق، ونتجنب غليانه. تقدم على الفور بعد تزيينها بالكرات الذي احتفظنا به للتزيين.